# GLAY RADIO FAN MEETING
『GLAY RADIO FAN MEETING』は、エフエム北海道で放送されている、ラジオ番組。

## 概要
キャッチフレーズは「GLAYファンがラジオで繋がる、GLAYファンの為の番組」。